# Łukasz Skrzyński
Łukasz Skrzyński (ur. 31 stycznia 1978 w Skawinie) – polski piłkarz grający na pozycji obrońcy.

## Sukcesy

### Zawisza Bydgoszcz
- Puchar Polski (1): 2013/14
- Mistrzostwo I ligi (1): 2012/13

## Kariera klubowa
Łukasz Skrzyński rozpoczynał piłkarską karierę w Wiśle Kraków, z której juniorami dwukrotnie został mistrzem Polski. W krakowskim zespole zadebiutował w Pucharze UEFA. Wiosną sezonu 1998/1999 został wypożyczony do Cracovii, w której rozegrał 15 meczów oraz strzelił jednego gola w spotkaniu z Alitem Ożarów. Następnie był wypożyczony do Korony Kielce, w barwach której zaliczył dziesięć ligowych występów. W latach 1999–2002 reprezentował Proszowiankę Proszowice.
W 2002 Skrzyński ponownie został zawodnikiem Cracovii. Wywalczył w niej miejsce w podstawowym składzie i awansował z nią do II ligi, a rok później po barażach do I ligi. W najwyższej polskiej klasie rozgrywkowej zadebiutował 10 lipca 2004, w meczu z Zagłębiem Lubin, zakończonym zwycięstwem Cracovii 5:2. Pierwszego gola zdobył natomiast w kwietniu 2005, ustalając na 2:0 wynik spotkania z Lechem Poznań. W sezonie 2004/2005 strzelił również bramkę samobójczą, w przegranym 2:3 pojedynku z Amicą Wronki. Przez następne dwa i pół roku Skrzyński regularnie występował w podstawowym składzie krakowskiego zespołu; zdobył także drugiego gola w I lidze, w meczu przeciwko Amice.
Kilka miesięcy przed wygaśnięciem jego kontraktu z Cracovią nikt nie podjął rozmów na temat jej przedłużenia. Skrzyński w styczniu 2008 nie poleciał także na zgrupowanie na Cypr. W rundzie wiosennej sezonu 2007/2008 pozostawał bez klubu. Latem 2008 zainteresowanie nim wyraził m.in. GKP Gorzów Wielkopolski, trenował także z Polonią Warszawa, z którą 21 sierpnia 2008 podpisał roczny kontrakt. Zadebiutował w niej we wrześniu, a w sezonach 2008/2009 i 2009/2010 był jej podstawowym obrońcą. Wraz z końcem 2010 roku klub zdecydował nie przedłużać z nim umowy.
W lipcu 2011 roku został zawodnikiem pierwszoligowego Zawiszy Bydgoszcz. Od razu stał się najpewniejszym punktem drużyny i został kapitanem zespołu. W sezonie 2012/2013 wywalczył z klubem awans do Ekstraklasy.
Po sezonie 2013/2014 zakończył piłkarską karierę i został dyrektorem sportowym w Zawiszy. W 2021 został wiceprezesem i dyrektorem sportowym Sandecji Nowy Sącz.